# Teatro Amadeo Roldán
El Teatro Amadeo Roldán és un teatre de l'Havana, a Cuba. Va ser construït el 1922 i inaugurat el 1928. El 1977 va ser destrossat per un piròman. Després d'una minuciosa restauració, el 1999 va reobrir les seves portes i va començar a funcionar com a seu de l'Orquesta Sinfónica Nacional, que toca els diumenges, a les 11h (en temporada) en el teatre, amb un aforament de 886 espectadors.